# 橋浦はる子
橋浦 はる子（はしうら はるこ、1899年〈明治32年〉1月4日 - 1975年〈昭和50年〉2月25日）は、日本の社会運動家。日本で初めて女性が参加した1921年（大正10年）のメーデーにおいて、女性による社会主義団体「赤瀾会」の1人として参加したことで警察に拘束され、「日本で初めてデモ活動に参加した女性」として話題になった。

## 経歴
鳥取県岩美郡岩美町で、10人の兄弟姉妹の末子として誕生した。父は新進的な考えの持ち主、長兄は大学で学んだ社会主義思想を家に持ち込み、はる子はこの家庭環境で大きな影響を受けて育った。
18歳のとき、勉学を望んで、兄を頼って上京し、精華女学校（後の東海大学付属市原望洋高等学校）や渡辺女学校（後の東京家政大学）専門部に学んだ。この東京での生活中に、激しい貧富の差や、郷里にあった人間的な繋がりが都会に欠けていると感じ、大きな憤りを感じるようになった。
兄の影響で社会主義に触れ、兄が参加していた社会主義の研究会で近藤真柄や    九津見房子らを知った。1921年（大正10年）に、近藤や九津見と共に「赤瀾会」を結成。同1921年5月1日のメーデーでは、先頭に立ってデモを行い検束されるが、この時の写真が「読売新聞」に掲載され、日本で初めてデモに参加した女性として話題になった。
このメーデーの興奮が鎮まった頃、警察に拘束されるなど派手な行動が人目を引き付ける当時の風潮に疑問を感じ、次第に社会主義運動から遠ざかった。後年には、幼少時より熱くなりやすい性格で、「メーデーが終わった頃から頭がヘンテコになって」といって、周囲に迷惑をかけないよう運動から離れたと明かしていた。
25歳の時結婚したが、夫が働かないために貧乏生活に陥った。貧しさの中で金光教を信仰するようになり、布教活動に従事した。やがてヒステリーを発症、夫との不和もあり、38歳で離婚して、2人の子供を置いて家を出た。
その後は派出婦、都立救護院の寮母、華北交通の青年隊の寮母など、職を転々とした。戦後は華北から引き揚げ、救護院で孤児や非行少年の世話をした。他人との調和を欠いていたために一つの仕事が長続きしなかったが、不幸な人々のために尽くすことは一貫していた。
1975年（昭和50年）1月に肺炎で入院した後、同1975年2月25日、76歳で病死した。「生きていてもつまらないから」といって、食事を拒否するような姿勢で最期を迎えたと伝えられる。

## 家族
実兄に社会運動家の橋浦泰雄、橋浦時雄がいる。

## 人物・評価
女性史研究者の江刺昭子は、メーデーで拘束される橋浦はる子の写真について、「生気のなさが目立つ明治・大正の女性と比較し、生き生きとして、紅潮した頬の色が見えるようで、脈打つ心臓の動機が今にも聞こえそうで、昻然と上げた顔から自己形成と解放の歩みを始めた女性の力強い自負が伝わる」とし、「近代日本女性の残した写真の中では最も好ましいものの1枚」に数えている。一方で兄の橋浦泰雄は、はる子の生き方を「間違ったことをしない、正しく生きようということだけで、階級的ではなかった」、はる子の正しさを「動物とか植物の持っている正しさであって、それ以上ではない。人としての正しさにいく前提だ」と、厳しく批判をしていた。